# 墨西哥驼背犬
墨西哥驼背犬（納瓦特爾語: itzcuintlipotzotli/izcuintlipotzotli）是19世纪以前所记载的墨西哥犬种。在納瓦特爾語中，izcuintli意为“犬”，potzotli意为“驼背者”。在西班牙语中也用一词记载。

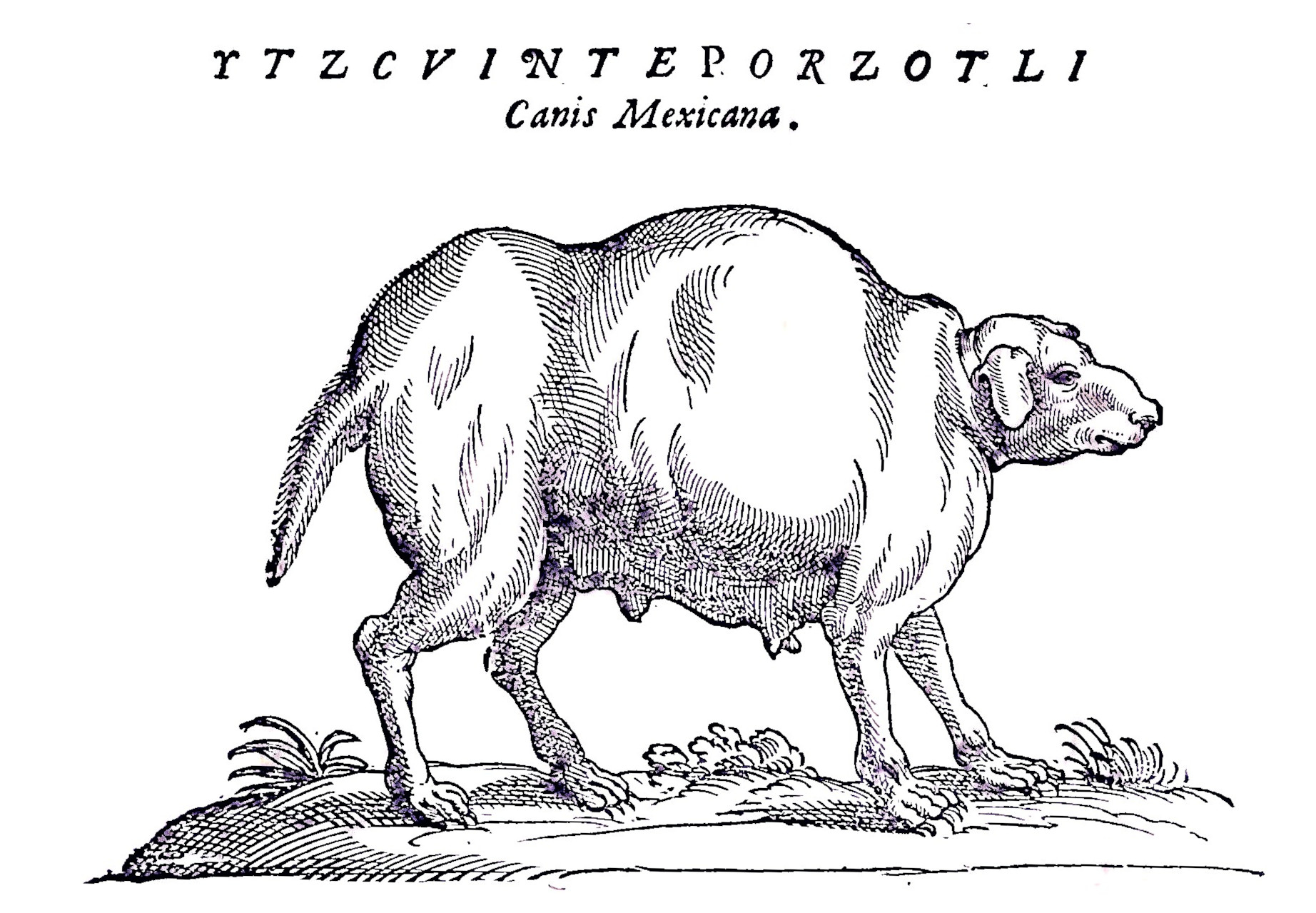
itzcuintlipotzotli 的原始雕刻来自《Novae Hispaniae 同义词库》作品

新西班牙耶稣会士弗朗西斯科·哈维尔·克拉维赫罗在其1780年出版的《墨西哥古代史》（Historia Antigua de México）中首次介绍了该犬种。根据书中所述，驼背犬是米却肯州常见的狗，大小同马尔济斯，皮肤呈白、茶、黒三色混杂，头小，脖子短且粗，后背弯曲，尾巴短。根据这个描述，英国动物学家德斯蒙德·莫利斯对其被毛做出了无毛或短毛的推测。根据莫利斯的说法，该犬种被作为食用犬饲养，特别是在饲主死后，会被作为祭品一同埋葬。
墨西哥驼背犬的最后目击记录是在1843年伦敦出版的弗朗西丝·厄斯金·英格利斯所著《墨西哥生活》（Life in Mexico）中，“墨西哥城西北荒漠附近的旅馆门口吊着被认为是墨西哥驼背犬的动物尸体，是我所见过最丑的生物，头部像狼却没有脖子。”

## 脚注
1. 1 2 3  德斯蒙德·莫利斯著、福山英也監修《デズモンド・モリスの犬種事典》誠文堂新光社、2007年、465页。
2. ↑  Frances Erskine Inglis, Madame Calderón de la Barca. . Chapman and Hall. 1843: 234  [2017-02-02]. （原始内容存档于2021-08-30） （英语）.